# 1,2-diossina
La 1,2-diossina, o o-diossina, è un composto organico eterociclico altamente reattivo di formula C4H4O2, costituito da un anello esatomico contenente quattro atomi di carbonio in stato di ibridazione sp2 e due atomi di ossigeno in sp3, impegnati in un legame O-O. La molecola è l'isomero strutturale della 1,4-diossina, composto a maggiore stabilità. La o-diossina ed il suo isomero fanno parte della categoria delle diossine, di cui rappresentano le strutture più semplici e ne sono quindi capostipiti.